# Jacques Joli-Cœur
Jacques Joli-Cœur, né en 1940, est un haut fonctionnaire et un homme politique québécois. Maire suppléant de la ville de Québec de 2002 à 2009, il est maire par intérim de la capitale québécoise à la suite du décès d'Andrée P. Boucher, le 24 août 2007 jusqu'au 8 décembre suivant, date de l'entrée en fonction de Régis Labeaume.

## Biographie

### Haut fonctionnaire
Après des études en droit et en histoire, il fait carrière dans la fonction publique québécoise. Il entre au ministère des affaires intergouvernementales en 1970. Il est chef du protocole au ministère des Affaires internationales de 1979 à 1984, sous-ministre adjoint du ministère des Relations internationales de 1994 à 1996 et en 2000 et 2001, adjoint au président de la Commission de la capitale nationale de 1996 à 1998 et sous-ministre adjoint au ministère de la Culture et aux Communications de 1998 à 2000,.
Selon le chroniqueur politique Michel David, il aurait été impliqué dans un malentendu qui a créé un froid entre le Premier ministre du Québec, Jacques Parizeau, et son éventuel successeur, Lucien Bouchard. Dans une de ses chroniques, publiée en 1997, David révèle que M. Joli-Cœur, à titre de responsable du protocole, aurait été chargé par le Premier ministre de communiquer avec le chef de cabinet du chef du Bloc québécois, qui reposait entre la vie et la mort dans un hôpital de Montréal en décembre 1994.
Selon le journaliste, M. Parizeau aurait donné des instructions afin d'organiser des obsèques nationales pour le chef de l'Opposition officielle à la Chambre des communes du Canada. L'organisation de ces obsèques a été arrêtée immédiatement. Quelques mois après la prise du pouvoir de M. Bouchard, le 13 septembre 1996, M. Joli-Cœur est relevé de ses fonctions et muté à la Commission de la capitale nationale.
En mai 2001, alors qu'il exerce les fonctions de sous-ministre adjoint aux Affaires régionales et aux Événements internationaux du ministère des Relations internationales, M. Joli-Cœur demande à être rétrogradé à un poste de niveau intermédiaire afin de pouvoir se porter candidat dans l'équipe du Renouveau municipal de Québec du maire Jean-Paul L'Allier.

### Politique municipale
Élu conseiller municipal du district de Samuel-de-Champlain de l'arrondissement La Cité lors de l'élection municipale du 4 novembre 2001, il est nommé maire suppléant par le Conseil municipal sur reccomandation du maire Jean-Paul l'Allier. M. Joli-Cœur préside notamment le comité de toponymie chargé de renommer les rues de la ville à la suite de la réorganisation municipale de 2002 et endosse la responsabilité du dossier du 400e anniversaire de la ville, au titre de responsable des relations internationales et du protocole.
Le comité de toponymie, dont les travaux ont duré de 2002 à 2007, avait pour mandat d'examiner les 5 000 noms de rue des 11 anciennes municipalités fusionnées et d'éliminer les doublons. Le groupe, composé de sept personnalités locales, a alimenté la controverse dans la vieille capitale en recommandant des changements de nom pour 754 rues; 27 673 adresses résidentielles ainsi que 1 890 adresses commerciales et institutionnelles ont été modifiés au terme de ce processus.
Réélu aux municipales du 6 novembre 2005, sa reconduction à titre de maire suppléant est marquée par le premier d'une série d'imbroglios entre la mairesse Andrée P. Boucher et la cheffe de l'Opposition officielle au Conseil municipal, Ann Bourget.
De par sa fonction de maire suppléant, Joli-Cœur devient maire par intérim de la ville de Québec le 24 août 2007, jour du décès subit de la mairesse Boucher. Il occupe son poste jusqu'au 8 décembre de la même année, jour de l'assermentation du nouveau maire, Régis Labeaume, élu dans le cadre d'une élection partielle à la mairie de la ville le 2 décembre précédent. Battu dans le nouveau district de Vieux-Québec-Montcalm aux élections du 1er novembre 2009, il perd son poste de maire suppléant et redevient simple citoyen.
Jacques Joli-Cœur est résidant de la rue d'Auteuil, dans le Vieux-Québec. Très attaché à son quartier, il a été membre fondateur du Comité des citoyens du Vieux-Québec en 1975 et président du conseil d’administration de la Caisse populaire Desjardins du Vieux-Québec pendant 18 ans.

### Affiliation politique
M. Joli-Cœur a longtemps été proche du Parti québécois. En novembre 1993, il s'inquiète de l'« anglo-américanomanie qui se développe depuis quelques années en France » et signe la lettre ouverte de 101 personnalités québécoises demandant au gouvernement français de prendre des mesures afin de protéger la langue française dans l'Hexagone.